# Пам'ятник Слави воїнів 2-ї гвардійської армії
Пам'ятник Слави воїнів 2-ї гвардійської армії — пам'ятник у Севастополі на Північній стороні, присвячений воїнам 2-ї гвардійської армії які 9 травня 1944 року відвоювали Північну сторону і, форсувавши Севастопольську бухту відвоювали Севастополь.
Вже 15 травня на мисі Кордон, де колись розташовувався 28-й пост митної (кордонної) варти, воїни 2-ї гвардійської армії заклали пам'ятник. Проєкт пам'ятника розробив учасник боїв за Севастополь А. К. Чанкветадзе, увічнивши висотою обеліска — 1944 см — рік захоплення міста.
Пам'ятник відкритий 27 травня 1944 року. На пам'ятнику поміщені Наказ Верховного Головнокомандувача з оголошенням подяки військам 4-го Українського фронту про звільнення Севастополя і присвятні тексти: «У грудях великого міста буде вічно битися серце російської слави» і «гвардійцям Героям Севастополя 9 травня 1944 від бійців, сержантів, офіцерів і генералів 2-ї гвардійської армії». Обеліск увінчаний макетом ордена Слави. По кутах стилобату, на якому стоїть пам'ятник, встановлено чотири обеліска меншого розміру. У 1993 році пам'ятник Слави було реставровано за проєктом архітектора А. Н. Холоділова.

Братська могила

Біля пам'ятника є братська могила, в якій поховані Герої Радянського Союзу: К. Г. Висовин, І. В. Дубінін, Я. О. Романов, О. М. Соценко, що загинули 9 травня 1944 року.